# 支持者級潛艇
支持者級潛艇（或稱『擁護者級』；加拿大命名：『維多利亞級潛艇』）為英國的維克斯造船與工程有限公司（VSEL）在1979年設計，建於1987年 - 1993年；然而，初步計劃是要建造12艘該系列潛艇，最終因經費問題被減為4艘。它們在英國皇家海軍服役時間並沒有持續太久，在1993年-1994年後它們便退出英國皇家海軍行列。
直到1998年，加拿大政府出資6億美元購買所有4艘由英國在換裝核子動力潛艇時所淘汰的支持者級潛艇，並加以改裝，在2000年-2004年間，將它們重新命名並開始投入加拿大皇家海軍服役。2004年10月5日，最後一艘交船的奇科迪米號(SSK 879)，在從英國到加拿大的旅途中，發生火警，並且造成人員傷亡，失火的奇科迪米號被拖回英國蘇格蘭維修。事件後，加拿大政府認為該潛艇設計上有缺失，隨即展開調查，並宣布在2008年之前將其他『維多利亞級潛艇』進行檢查及維護作業，預計在2010年-2012年陸續返回加拿大皇家海軍服役。
时至2012年4月，其中三艘潜艇都因为各类故障在码头停泊修理，只有一艘潜艇能出海巡逻，但还因为外壳问题无法深潜。

## 同型艦
| 番號    | 艦名       | 下水           | 服役                     | 除役       | 現況                     |
| ------- | ---------- | -------------- | ------------------------ | ---------- | ------------------------ |
| SSK 876 | 維多利亞號 | 1989年11月14日 | 1991年6月7日 2000年12月  | 1994年7月  | 在加拿大皇家海軍服役中。 |
| SSK 877 | 溫莎號     | 1992年4月16日  | 1993年6月25日 2003年10月 | 1994年10月 | 在加拿大皇家海軍服役中。 |
| SSK 878 | 布魯克角號 | 1992年2月22日  | 1992年5月8日 2003年3月   | 1994年7月  | 在加拿大皇家海軍服役中。 |
| SSK 879 | 奇科迪米號 | 1986年12月2日  | 1990年6月2日 2004年10月  | 1993年4月  | 在加拿大皇家海軍服役中。 |

## 影像

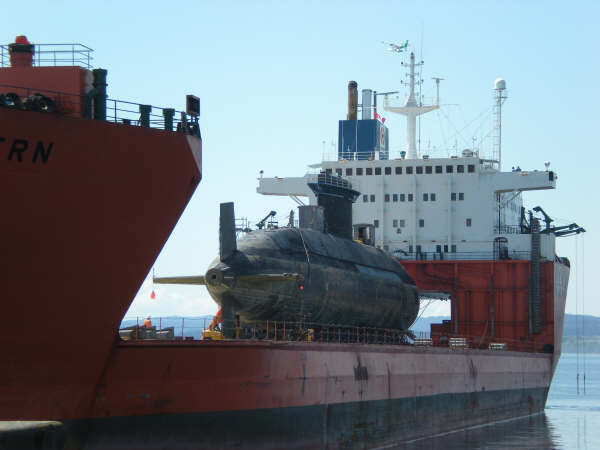
奇科迪米號（SSK 879）。
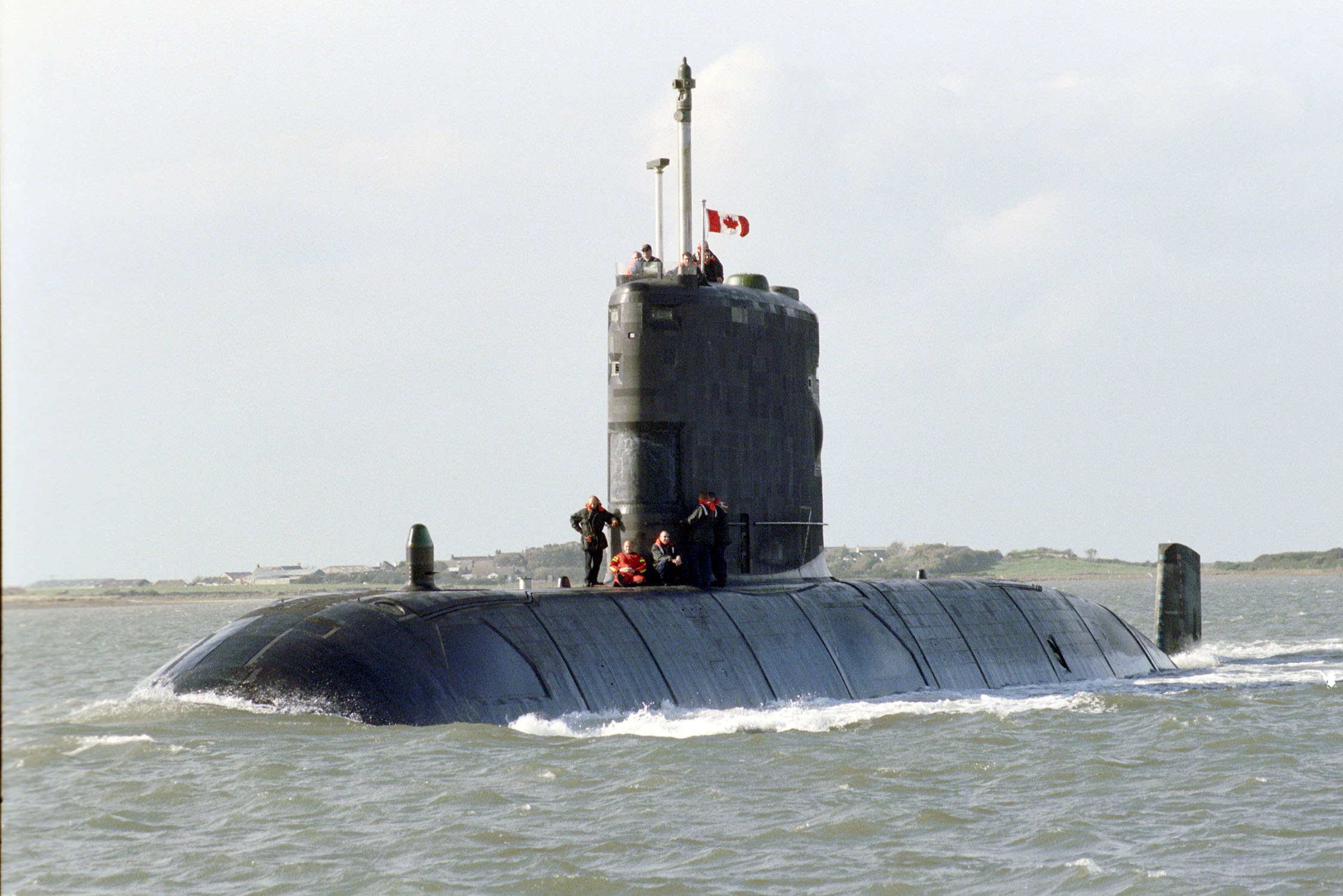
溫莎號（SSK 877）、在蘇格蘭海域航行。
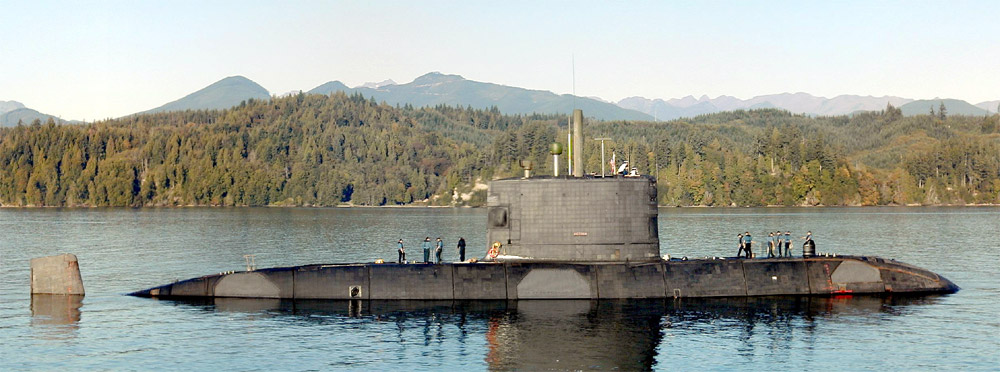
在班戈的維多利亞號（SSK 876）

## 外部連結與參考資料
- 維多利亞級潛艇網站
- 加拿大皇家海軍的過去與現在 （页面存档备份，存于）
- 尖端科技 軍事電子報[永久]